# Roy Bish
Roy Bish (Port Talbot, 20 ottobre 1929 – 8 novembre 2006) è stato un rugbista a 15 e allenatore di rugby a 15 gallese, già C.T. della Nazionale italiana negli anni settanta.

## Biografia
Giovane tre quarti centro, nel 1948 fu selezionato per la nazionale studentesca del Galles, e più tardi entrò nell'Aberavon, club della cittadina natale di Bish.
Tra le esperienze internazionali di rilievo, figurano quella con la selezione mista Aberavon-Neath che affrontò un XV degli All Blacks durante il loro tour del 1953/54 (risoltosi in una sconfitta di misura 5-11).
Professore associato di educazione fisica presso l'allora Cardiff Training College, nel 1965 passò alla carriera tecnica e guidò il Cardiff RFC, da cui uscirono numerosi internazionali del livello di Maurice Richards, i fratelli Keri e Ken Jones e più avanti anche Gareth Edwards e Gerald Davies.
Dopo aver guidato anche la squadra di rugby dell'Università di Oxford, a gennaio 1975 fu chiamato dalla Federazione Italiana Rugby per dirigere la nazionale.
Tra i primi atti da C.T., Bish organizzò un tour non ufficiale nel Regno Unito, che si risolse in una vittoria e due sconfitte, una delle quali, a Newcastle upon Tyne, contro l'Inghilterra U-23 per 13-29).
Per la sua attività e i suoi contributi apportati al rugby italiano Bish viene generalmente considerato tra gli innovatori dello stile di gioco della Nazionale, e tra coloro che tracciarono la strada per i tecnici a venire.
All'attivo di Bish anche un secondo posto nella Coppa FIRA 1975-76, con una sola sconfitta, contro la Francia, e con la vittoria di prestigio contro la Romania, all'epoca l'unica formazione continentale capace di battere i francesi e classificatasi due volte prima e sette volte seconda nelle precedenti nove edizioni del torneo.
Notevole fu anche la sconfitta di misura contro un XV australiano, a Milano nel 1976: all'Arena Civica gli azzurri, impegnati in un match non ufficiale contro gli Wallabies in tour, persero 15-16 dopo avere anche condotto il risultato.
Nel 1977 si dimise dall'incarico a seguito di disaccordi nati in seno alla Federazione, e passò ad allenare la Rugby Roma; nei primi anni ottanta guidò anche il Benetton.
In seguito, fu impegnato in progetti di promozione e di sviluppo in Italia, favorendo la collaborazione e la cooperazione tra club italiani, francesi (Tolone) e gallesi (Cardiff).
Morì l'8 novembre 2006, a 78 anni, nella sua città natale.
Sia la stampa italiana che quella britannica diedero rilievo alla notizia della sua scomparsa.